# Olympische Sommerspiele 1984/Judo
Bei den XXIII. Olympischen Sommerspielen 1984 in Los Angeles fanden acht Judo-Wettbewerbe für Männer statt. Austragungsort war die Eagle’s Nest Arena auf dem Gelände der California State University.

## Bilanz

### Medaillenspiegel
| Platz | Land               | Gold | Silber | Bronze | Gesamt |
| ----- | ------------------ | ---- | ------ | ------ | ------ |
| 1     | Japan              | 4    | –      | 1      | 5      |
| 2     | Südkorea           | 2    | 2      | 1      | 5      |
| 3     | BR Deutschland     | 1    | –      | 2      | 3      |
| 4     | Österreich         | 1    | –      | 1      | 2      |
| 5     | Brasilien          | –    | 1      | 2      | 3      |
| 5     | Frankreich         | –    | 1      | 2      | 3      |
| 5     | Großbritannien     | –    | 1      | 2      | 3      |
| 8     | Vereinigte Staaten | –    | 1      | 1      | 2      |
| 9     | Ägypten            | –    | 1      | –      | 1      |
| 9     | Italien            | –    | 1      | –      | 1      |
| 11    | Rumänien           | –    | –      | 2      | 2      |
| 12    | Island             | –    | –      | 1      | 1      |
| 12    | Kanada             | –    | –      | 1      | 1      |

### Medaillengewinner
| Konkurrenz          | Gold               | Silber              | Bronze                                |
| ------------------- | ------------------ | ------------------- | ------------------------------------- |
| Superleichtgewicht  | Shinji Hosokawa    | Kim Jae-yup         | Neil Eckersley Edward Liddie          |
| Halbleichtgewicht   | Yoshiyuki Matsuoka | Hwang Jung-oh       | Marc Alexandre Josef Reiter           |
| Leichtgewicht       | Ahn Byeong-keun    | Ezio Gamba          | Kerrith Brown Luis Onmura             |
| Halbmittelgewicht   | Frank Wieneke      | Neil Adams          | Mircea Frățică Michel Nowak           |
| Mittelschwergewicht | Peter Seisenbacher | Robert Berland      | Walter Carmona Seiki Nose             |
| Halbschwergewicht   | Ha Hyung-joo       | Douglas Vieira      | Bjarni Friðriksson Günther Neureuther |
| Schwergewicht       | Hitoshi Saitō      | Angelo Parisi       | Mark Berger Cho Yong-chul             |
| Offene Klasse       | Yasuhiro Yamashita | Mohamed Ali Rashwan | Mihai Cioc Arthur Schnabel            |

## Ergebnisse

### Superleichtgewicht (bis 60 kg)
| Platz | Land | Sportler        |
| ----- | ---- | --------------- |
| 1     | JPN  | Shinji Hosokawa |
| 2     | KOR  | Kim Jae-yup     |
| 3     | GBR  | Neil Eckersley  |
| 3     | USA  | Edward Liddie   |
| 5     | FRA  | Guy Delvingt    |
| 5     | ITA  | Felice Mariani  |
| 7     | BRA  | Luiz Shinohara  |
| 7     | ESP  | Carlos Sotillo  |
|       |      |                 |
| 10    | FRG  | Peter Jupke     |

Datum: 4. August 1984 

27 Teilnehmer aus 27 Ländern

### Halbleichtgewicht (bis 65 kg)
| Platz | Land | Sportler           |
| ----- | ---- | ------------------ |
| 1     | JPN  | Yoshiyuki Matsuoka |
| 2     | KOR  | Hwang Jung-oh      |
| 3     | FRA  | Marc Alexandre     |
| 3     | AUT  | Josef Reiter       |
| 5     | GBR  | Stephen Gawthorpe  |
| 5     | ITA  | Sandro Rosati      |
| 7     | ROM  | Constantin Niculae |
| 7     | BRA  | Sérgio Sano        |
|       |      |                    |
| 12    | SUI  | Lucas Chanson      |
| 14    | FRG  | James Rohleder     |

Datum: 5. August 1984 

34 Teilnehmer aus 34 Ländern

### Leichtgewicht (bis 71 kg)
| Platz | Land | Sportler            |
| ----- | ---- | ------------------- |
| 1     | KOR  | Ahn Byeong-keun     |
| 2     | ITA  | Ezio Gamba          |
| 3     | GBR  | Kerrith Brown       |
| 3     | BRA  | Luis Onmura         |
| 5     | CAN  | Glenn Beauchamp     |
| 5     | JPN  | Hidetoshi Nakanishi |
| 7     | FRA  | Serge Dyot          |
| 7     | IRL  | Kieran Foley        |
| 9     | LIE  | Johannes Wohlwend   |
|       |      |                     |
| 13    | FRG  | Steffen Stranz      |

Datum: 6. August 1984 

31 Teilnehmer aus 31 Ländern

### Halbmittelgewicht (bis 78 kg)
| Platz | Land | Sportler         |
| ----- | ---- | ---------------- |
| 1     | FRG  | Frank Wieneke    |
| 2     | GBR  | Neil Adams       |
| 3     | ROM  | Mircea Frățică   |
| 3     | FRA  | Michel Nowak     |
| 5     | YUG  | Filip Leščak     |
| 5     | JPN  | Hiromitsu Takano |
| 7     | CAN  | Kevin Doherty    |
| 7     | NED  | Rob Henneveld    |
|       |      |                  |
| 20    | AUT  | Thomas Haasmann  |

Datum: 7. August 1984 

38 Teilnehmer aus 38 Ländern

### Mittelgewicht (bis 86 kg)
| Platz | Land | Sportler           |
| ----- | ---- | ------------------ |
| 1     | AUT  | Peter Seisenbacher |
| 2     | USA  | Robert Berland     |
| 3     | BRA  | Walter Carmona     |
| 3     | JPN  | Seiki Nose         |
| 5     | FRA  | Fabien Canu        |
| 5     | GBR  | Densign White      |
| 7     | LIE  | Magnus Büchel      |
| 7     | YUG  | Stanko Lopatić     |
|       |      |                    |
| 12    | FRG  | Marc Meiling       |

Datum: 8. August 1984 

29 Teilnehmer aus 29 Ländern

### Halbschwergewicht (bis 95 kg)
| Platz | Land | Sportler            |
| ----- | ---- | ------------------- |
| 1     | KOR  | Ha Hyung-joo        |
| 2     | BRA  | Douglas Vieira      |
| 3     | ISL  | Bjarni Friðriksson  |
| 3     | FRG  | Günther Neureuther  |
| 5     | ITA  | Juri Fazi           |
| 5     | CAN  | Joe Meli            |
| 7     | SEN  | Abdul Daffé         |
| 7     | JPN  | Masato Mihara       |
|       |      |                     |
| 13    | AUT  | Robert Köstenberger |

Datum: 9. August 1984 

22 Teilnehmer aus 22 Ländern

### Schwergewicht (über 95 kg)
| Platz | Land | Sportler                  |
| ----- | ---- | ------------------------- |
| 1     | JPN  | Hitoshi Saitō             |
| 2     | FRA  | Angelo Parisi             |
| 3     | CAN  | Mark Berger               |
| 3     | KOR  | Cho Yong-chul             |
| 5     | YUG  | Radomir Kovačević         |
| 5     | USA  | Douglas Nelson            |
| 7     | EGY  | Sherif El-Digwy           |
| 7     | CMR  | Isidore Silas             |
| 9     | FRG  | Alexander von der Groeben |

Datum: 10. August 1984 

16 Teilnehmer aus 16 Ländern

### Offene Klasse
| Platz | Land | Sportler            |
| ----- | ---- | ------------------- |
| 1     | JPN  | Yasuhiro Yamashita  |
| 2     | EGY  | Mohamed Ali Rashwan |
| 3     | ROM  | Mihai Cioc          |
| 3     | FRG  | Arthur Schnabel     |
| 5     | FRA  | Laurent del Colombo |
| 5     | CHN  | Xu Guoqing          |
| 7     | SEN  | Lansana Coly        |
| 7     | TUN  | Bechir Kiiari       |
|       |      |                     |
| 11    | SUI  | Clemens Jehle       |

Datum: 11. August 1984 

15 Teilnehmer aus 15 Ländern